# Alderdom
Alderdom er en betegnelse for den sidste fase i menneskers liv. På græsk betyder gerontologi læren om alderdom og det er en selvstændig disciplin i medicinstudiet. 
Alderdommen er kendetegnet ved fysiologiske og kognitive ændringer, der øger sygdomsrisikoen og påvirker livskvaliteten negativt. Aldring indebærer på den ene side et fald i fysiologiske funktioner, der medfører fysisk skrøbelighed og påvirker sanseopfattelsen mm. bl.a. den gastrointestinale motilitet og på den anden side humøret, hvilket kan føre til reducerede sociale interaktioner.  Endvidere har aldring en betydelig indflydelse på tarmfloraen, et fænomen, der er omtales som mikrobe-aldring.

## Organismens forandringer
Cellernes stofskifte nedsættes og deres normale funktioner kan ikke udføres fuldt ud. Cellernes evne til at dele sig mindskes, hvorfor sår heler langsomt.
Vandbindingsevnen daler, således at cellerne kan skrumpe. Især bindevævet rammes, så huden rynker. Desuden indtræder øget pigmentdannelse i huden, svækket muskelkraft, knogleskørhed og dermed let knoglebrud, ofte åreforkalkning, ændringer i ledbrusken, nedsat tykkelse af hjernebarken med deraf følgende svækket hukommelse, nedgang i antallet af sanseceller og dermed nedsat lugte- og smagssans, samt nedsat syns- og høreevne. Hvis aldersforandringer kan siges at overstige det normalt fysiologiske, tales om alderdomssygdomme. 

## Den gode alderdom
Mennesker ændrer og udvikler sig hele livet. Aldrende menneskers livsforhold ændrer sig og aldrende mennesker stiller andre og nye krav. De bør have megen hvile, varieret, protein- og vitaminrig kost og motion til stimulering af kredsløb og hjerte samt intellektuelle udfordringer og sociale relationer.